# Tamań (Rosja)
Tamań (ros. Тамань) – stanica kozacka w Rosji, w Kraju Krasnodarskim, w rejonie tiemriukskim. Według danych z 2010 roku zamieszkiwana przez 10 027 mieszkańców.